# Victor Boysen
Victor Boysen (født 6. marts 1993 i København) er tidligere formand for Radikal Ungdom samt medlem af Radikale Venstres hovedbestyrelse og forretningsudvalg.
Boysen er opvokset Charlottenlund. Han blev student fra Ordrup Gymnasium i 2012 og læser i dag statskundskab ved Københavns Universitet. Han har været lokalformand for Radikal Ungdom Nordkøbenhavn, næstformand for Radikal Ungdoms hovedbestyrelse, international ordfører og internationalt medlem af forretningsudvalget. I oktober 2015 blev han valgt som landsformand for Radikal Ungdom efter Christopher Røhl Andersen. I august 2017 trådte Victor Boysen af, og Sigrid Friis Proschowsky blev valgt som ny landsformand for ungdomspartiet. 
Boysen har blandt andet gjort sig bemærket i den offentlige debat ved at foreslå, at man afvæbner politiet , nedlægger kongehuset og indstiller støtten fra Radikale til Socialdemokratiet.